# Eugène-Emmanuel Amaury-Duval
Eugène-Emmanuel Amaury-Duval (n. 16 aprilie 1808, Montrouge, Seine, Franța – d. 26 decembrie 1885, Paris, Île-de-France, Franța) mai cunoscut sub pseudonimul Amaury-Duval, a fost un pictor francez. A fost unul dintre cei doi fii ai lui Amaury Duval și, astfel, nepot al dramaturgului Alexandre Pineux Duval.

## Viața
S-a născut în Montrouge. Unul dintre primii studenți din studioul lui Jean Auguste Dominique Ingres (o influență puternică asupra tuturor lucrărilor lui Duval), Duval a participat la expediția artiștilor și a cărturarilor din 1829 trimisă de Carol al X-lea al Franței în Grecia ca Expediția Morea pentru a-și realiza desenele arheologice. A expus pentru prima dată la Salonul de la Paris în 1833 cu multe portrete, cum ar fi Doamna verde (care nu mai există) și Autoportret (care se poate vedea în Musée des Beaux-Arts de Rennes). În 1834 și-a expus „Cioban grec descoperind un basorelief antic”. Din 1834 până în 1836 a făcut un lung turneu la Florența, Roma și Napoli, unde a descoperit arta Renașterii italiene. La întoarcerea în Franța, a fost unul dintre artiștii însărcinați cu decorarea bisericilor de către guvernul lui Louis-Philippe, pe atunci Napoleon al III-lea - capela Sainte Philomène din biserica Saint-Merry (1840–1844), capela fecioarei din Saint-Germain-l'Auxerrois din Paris (1844–1846), pe atuncibiserica parohială Saint-Germain-en-Laye (1849–1856). Și-a publicat memoriile. A murit la Paris în a doua zi de Crăciun a anului 1885.

## Lucrări

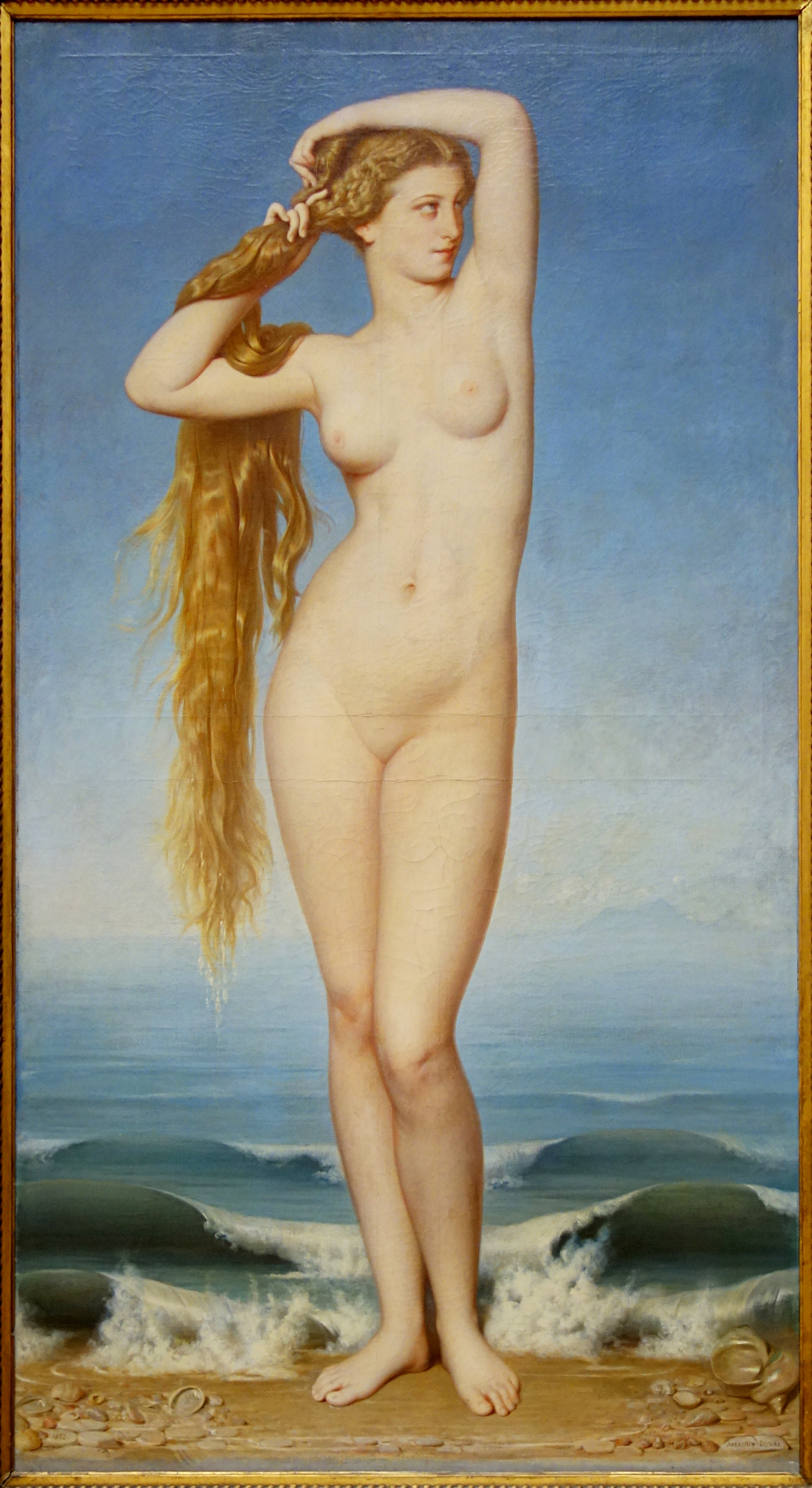
Nașterea lui Venus, 1862, ulei pe pânză, Palais des Beaux-Arts de Lille
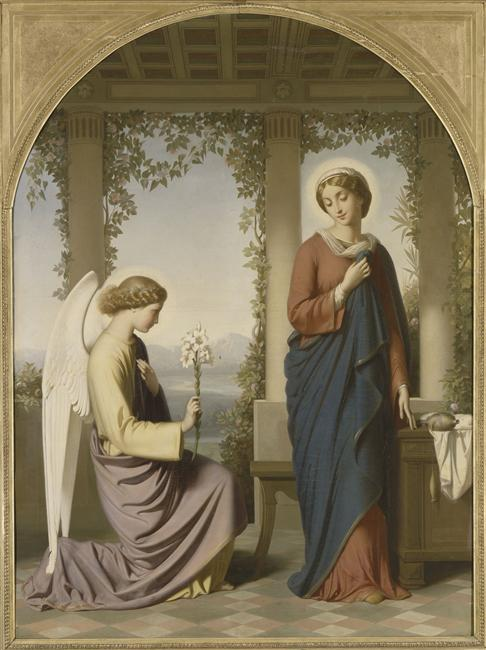
Buna Vestire
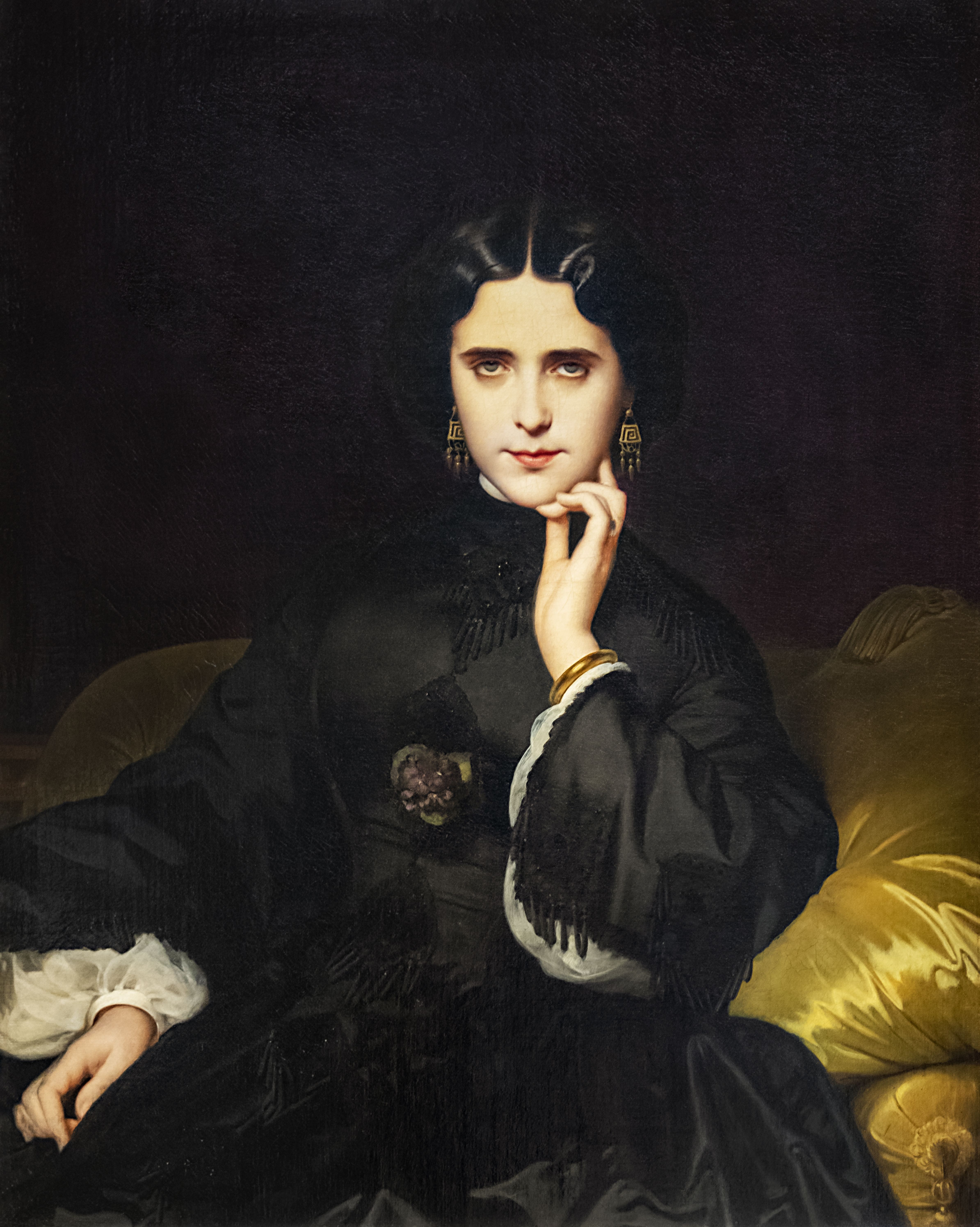
Madame de Loynes (Jeanne Détourbay), 1862, ulei pe pânză, Musée d'Orsay
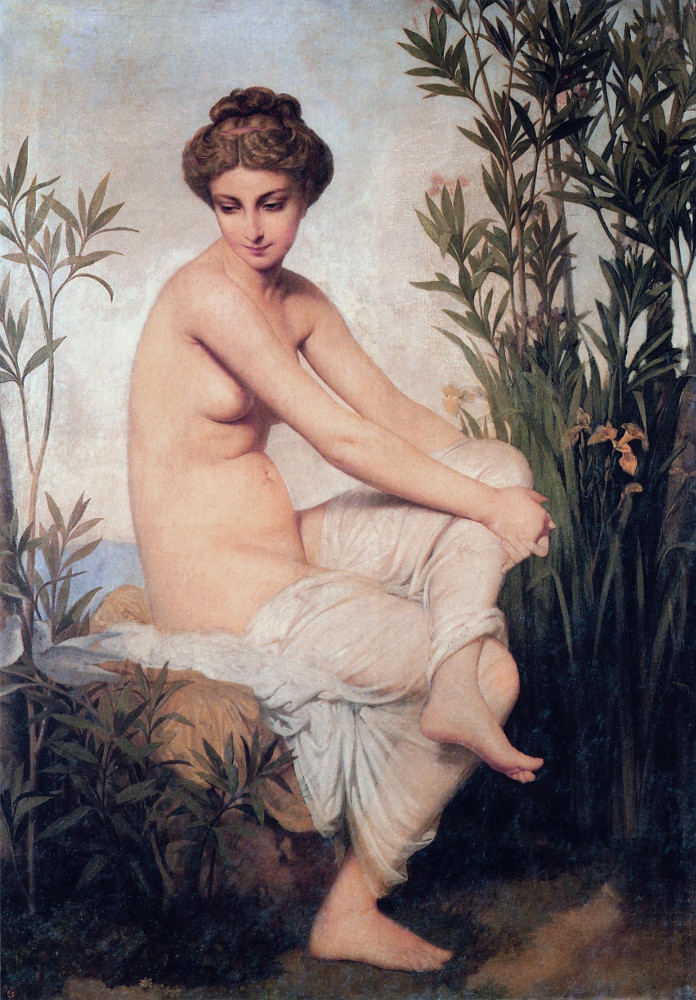
Scăldătoare antică
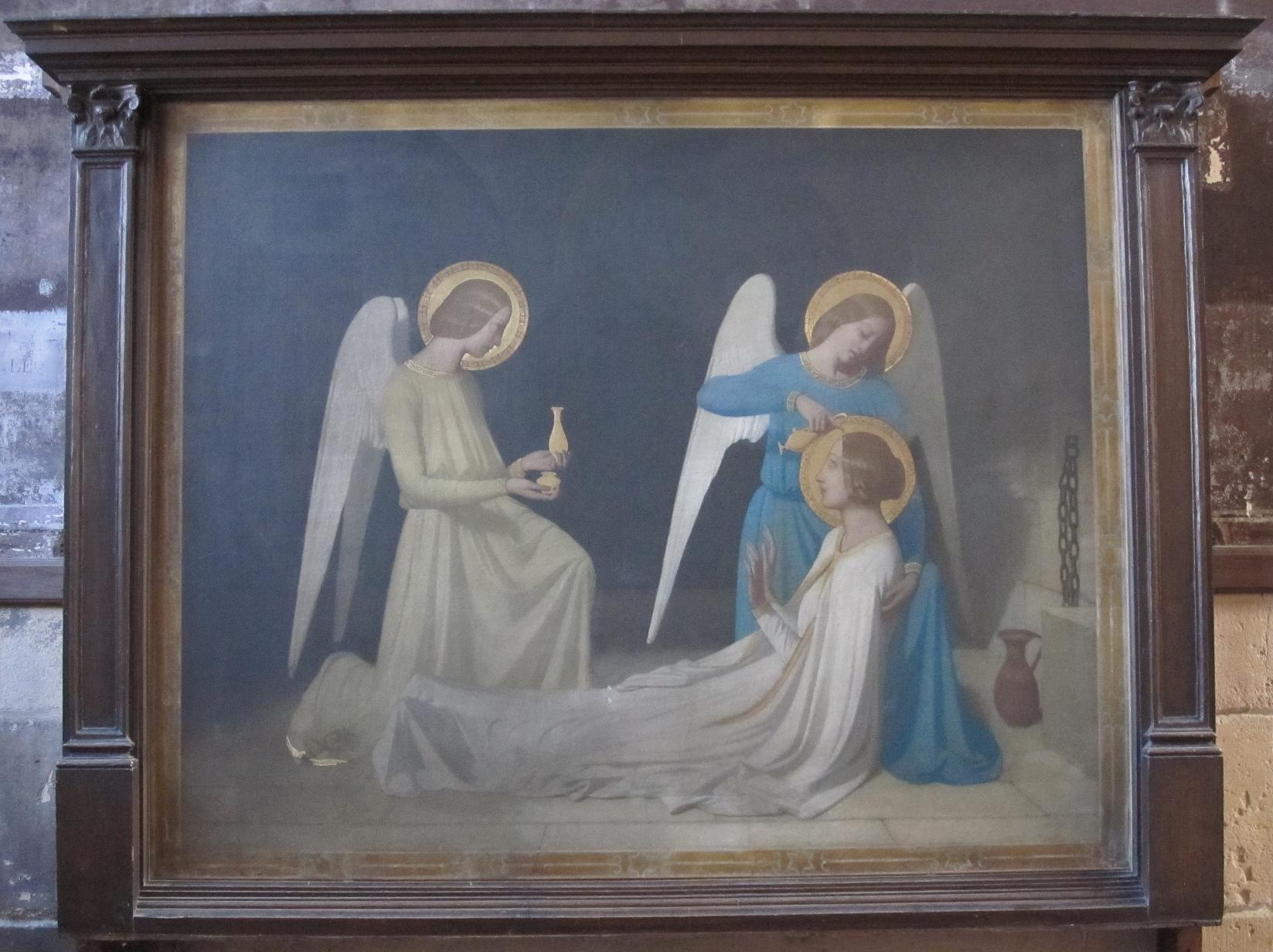
Sfânta Filomena
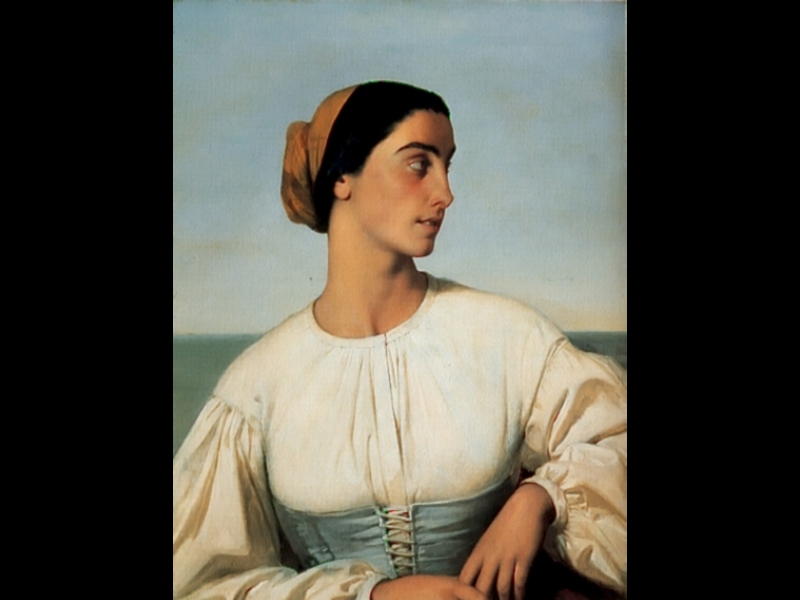
Femeie din St. Jean de Luz
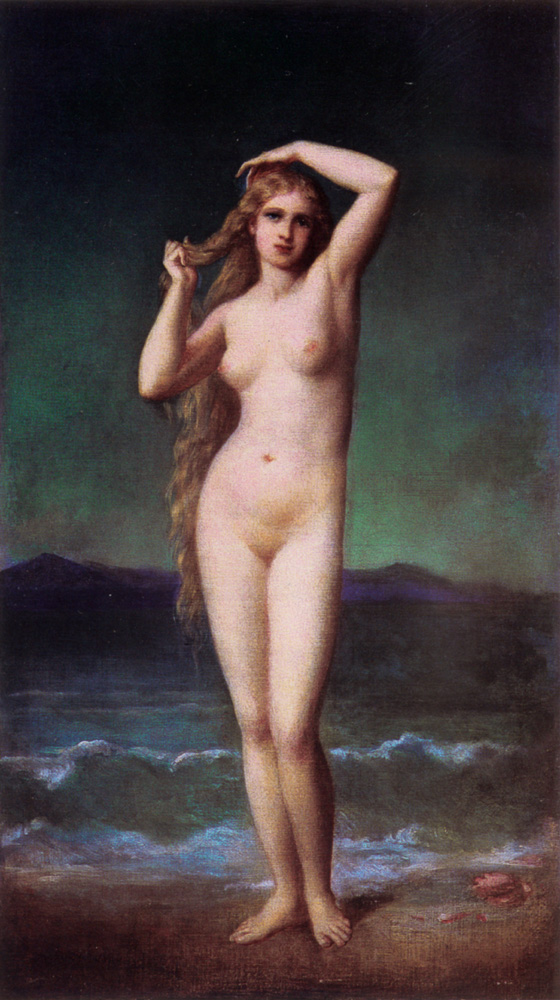
Scăldătoare, distrusă în timpul celui de-Al Doilea Război Mondail
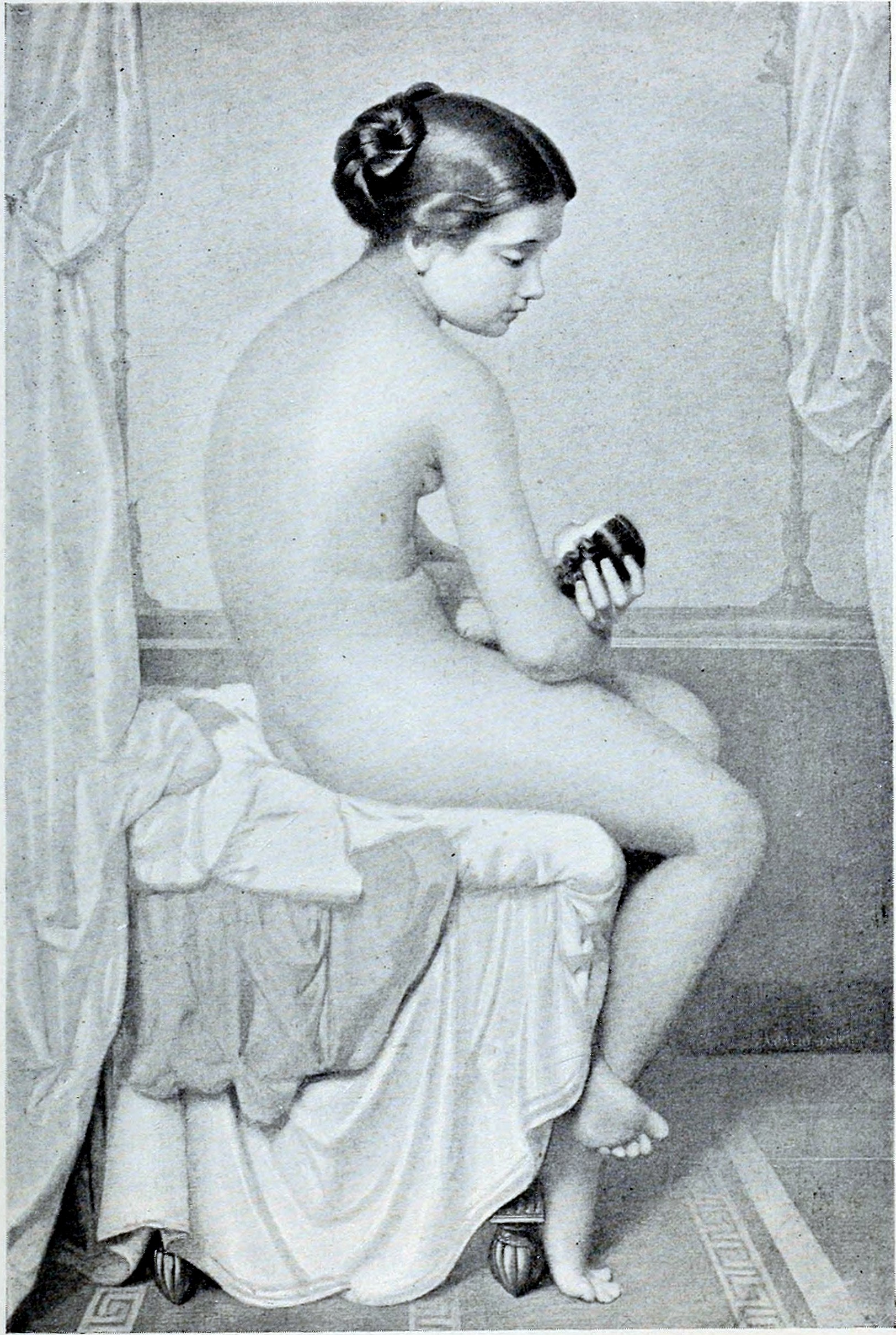
Studiu al unui copil, distrusă în 1940